# Liste der Kardinalskreierungen Leos III.
Papst Leo III. kreierte während seines langen Pontifikates (795–816) elf Kardinäle.

## Kardinalskreierungen

### 796
- Paschalis, Kardinalpriester von Santa Prassede, ab 817 Papst Paschalis I., † 11. Februar 824

### 797
- Johannes, Kardinalbischof von Porto
- Gregorius OSB, Kardinalpriester von San Marco, ab 827 Papst Gregor IV., † 25. Januar 844

### 799
- Issa, Kardinalbischof von Sabina

### 803
- Petrus, Kardinalbischof von Frascati

### 804
- Bernardus, Kardinalbischof von Ostia, † 805
- Theodorus, Kardinalbischof von Sabina

### 805
- Petrus, Kardinalbischof von Ostia, † vor 826
- Romanus, Kardinalpriester von Santa Pudenziana

### 815
- Stephan, Kardinaldiakon, ab 816 Papst Stephan IV., † 24. Januar 817

### 816
- Eugenius, Kardinalpriester von Santa Sabina, ab 824 Papst Eugen II., † August 827